# Das letzte Mahl
Das letzte Mahl ist ein historischer Spielfilm von Florian Frerichs aus dem Jahr 2017. Der Film thematisiert das Schicksal der jüdischen Familie Glickstein am 30. Januar 1933, dem Tag der Machtergreifung durch Adolf Hitler.
Seine Weltpremiere feierte Das letzte Mahl am 30. April 2018 im Rahmen des 13. Los Angeles Jewish Film Festivals 2018 unter der Schirmherrschaft des Deutschen Generalkonsulats in Los Angeles und des Los Angeles Museum of the Holocaust.
Auf dem 15. Festival Internacional de Cinema Social de Catalunya wurde der Film mit dem „Sonderpreis der Jury“ ausgezeichnet. Es folgten internationale Screenings auf dem 28. Washington Jewish Film Festival, dem 24. Jüdischen Filmfestival Berlin & Brandenburg in Berlin, dem 28. JIFF in Sydney & Melbourne, sowie dem 16. Warschau Jewish Film Festival. Zuletzt gewann der Film im Dezember 2018 den Publikumspreis auf dem 7. Budapest Jewish and Israeli Film Festival 2018.
Der bundesweite Event-Kinostart ist am 30. Januar 2019 – dem 86. Jahrestag der Machtergreifung Adolf Hitlers.

## Handlung
Am Tag der Machtergreifung Hitlers kommt die jüdische Familie Glickstein in Berlin zum gemeinsamen Abendessen zusammen. Dabei tun sich überraschende Gräben auf: Während die neunzehnjährige Leah ihren Eltern eröffnet, dass sie nach Palästina gehen wird, möchte ihr achtzehnjähriger Bruder Michael mit seinen Freunden zum Fackelzug der Nazis, um der neuen Zeit zu huldigen.

## Produktion
Das letzte Mahl ist eine deutsche Filmproduktion. Die Dreharbeiten fanden komplett in Deutschland statt. Drehorte waren neben Berlin die brandenburgische Landeshauptstadt Potsdam sowie das dort ansässige Studio Babelsberg mit seinen Außenkulissen.

## Kritik
„Richtig in Schwung kommt die Geschichte nie“, urteilte Carsten Beyer. „Als verfilmte Geschichtsstunde aber taugt der Film dennoch.“